# 2006 Polonskaya

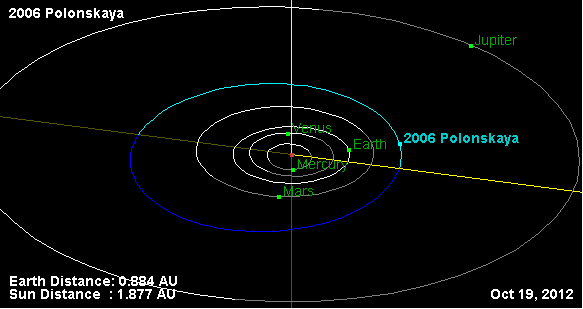
Órbita de 2006 Polonskaya.

Polonskaya (asteroide 2006) é um asteroide da cintura principal, a 1,873526 UA. Possui uma excentricidade de 0,1938298 e um período orbital de 1 294 dias (3,55 anos).
Polonskaya tem uma velocidade orbital média de 19,53782736 km/s e uma inclinação de 4,9202º.
Esse asteroide foi descoberto em 22 de Setembro de 1973 por Nikolai Chernykh.